# 小水须藓属
小水须藓属（学名：Hydropogonella）为锦藓科的一个属。

## 物种
本属包括以下物种：
- Hydropogonella gymnostoma Cardot, 1895